# Bustamante (B)
El Bustamante fue un destructor de la Armada Española. Al igual que los tres acorazados de la clase España, los tres destructores de clase Bustamante fueron construidos como fruto del Plan Ferrandiz, Ley de 7 de enero de 1908 (D.O. nº 5, de 8-1-1908), que preveía un determinado número de unidades en España, con el fin de acortar el abismo tecnológico existente con el resto de las potencias europeas. Recibió su nombre en memoria de Joaquín Bustamante y Quevedo, fallecido por las heridas sufridas durante la batalla de las Colinas de San Juan en Cuba.

## Historial
Con motivo de la visita a España del presidente de la República francesa Raymond Poincaré, se reunió en Cartagena la escuadra de instrucción, formada por el acorazado España, los cruceros Princesa de Asturias, Carlos V, Extremadura, Cataluña, Reina Regente y los destructores Audaz y Proserpina. Fondeados en el puerto se encontraban asimismo los torpederos T1, T2, T3, T4 y T5 de Clase T-1 y el nuevo destructor Bustamante. El día 11 la escuadra al completo asistió al acto de la entrega de la bandera de combate del acorazado España. Finalizados los actos, se dispuso que la escuadra pusiese rumbo a África, con la excepción del Carlos V y el España.
El destructor Bustamante participó en un gran número de misiones de vigilancia de las costas españolas durante la Primera Guerra Mundial.
En mayo de 1919, se encargó del traslado de los restos mortales de la Duquesa de París a Londres, ante la negativa del Duque de Montpensier a aceptar que dicho traslado fuese realizado por el torpedero T5 de clase T1.
El 22 de agosto de 1919, se hizo a la mar en Santander acompañado por el destructor Proserpina para dar escolta a la flotilla de submarinos de la Armada. El rey Alfonso XIII embarcó en el submarino Narciso Monturiol, (A-1) en el que efectuó una inmersión, tras lo cual la flotilla regresó a puerto.
El 4 de agosto de 1921 intervino en las operaciones de recuperación de Melilla tras el desastre de Annual. Y en septiembre del mismo año transportó hasta las islas Chafarinas al almirante de escuadra Juan Bautista Aznar-Cabañas, para regresar posteriormente de nuevo a Melilla. Durante la campaña de la primavera de 1922, participó en las operaciones de apoyo a los peñones de soberanía española en el norte de África.
En 1925, su actuación en el abastecimiento a la isla de Alhucemas y del Peñón de Vélez de la Gomera le valió a su comandante, el capitán de fragata José González Almeida, el ser condecorado.
El 25 de enero de 1927, junto al vapor Pastor y Landero dio escolta al yate Stephanous, a bordo del cual viajaba desde Sevilla hasta el puerto de Bonanza en Sanlúcar de Barrameda el Rey Alfonso XIII.
Fue dado de baja en la Armada Española el 20 de octubre de 1930, siendo posteriormente desguazado.

### Buques de la clase
- Villaamil
- Cardasó

### Listas relacionadas
- Anexo:Destructores de España